# Trinidad og Tobago ved sommer-OL 2020
Trinidad og Tobago deltog under Sommer-OL 2020 i Tokyo som blev afviklet i perioden 23. juli til 8. august 2021.

## Medaljer
| 2020 Tokyo         | Guld | Sølv | Bronze | Total |
| Trinidad og Tobago | 0    | 0    | 0      | 0     |

### Medaljevinderne
| Trinidad og Tobago under sommer-OL 2020 i Tokyo | Trinidad og Tobago under sommer-OL 2020 i Tokyo | Trinidad og Tobago under sommer-OL 2020 i Tokyo | Trinidad og Tobago under sommer-OL 2020 i Tokyo | Trinidad og Tobago under sommer-OL 2020 i Tokyo |
| Medalje                                         | Navn                                            | Sport                                           | Event                                           | Dato                                            |
| ----------------------------------------------- | ----------------------------------------------- | ----------------------------------------------- | ----------------------------------------------- | ----------------------------------------------- |
| -                                               | -                                               | -                                               | -                                               | -                                               |